# Ємельянов Лука Мартиніанович
Лука Мартиніанович Ємельянов (нар. 30 жовтня 1883, Київ — пом. ?) — живописець і графік.

## Біографія
Народився 18 [30] жовтня 1883 року в місті Києві (тепер Україна). У 1901—1906 роках навчався у Московському училищі живопису, скульптури та зодчества. За час навчання, у 1903 і 1904 роках, отримав малі срібні медалі за малюнки з натури та звання некласного художника по закінченню навчання. У 1906—1914 роках викладав у середніх навчальних закладах Новоржева і Катеринослава.

## Творчість
Створював натюрморти, портрети; з 1920-х років розробляв торговельну рекламу (експонувалась у Загребі у 1973 році), виконував плакати, буклети, вивіски. Серед робіт:
- «Перші вогники» (близько 1910);
- «Казка передрання» (близько 1910);
- «Стара» (1940-ві, етюд);
- серія «Натюрморти» (1910–1940-ві, квіти — масло, темпера);

плакати
- «Робочі і робітниці, селяни і селянки, виконаємо заповіт Ілліча — зміцнимо кооперацію!» (1920-ті);
- «Кооперація — шлях до комунізму» (1920-ті);
- «Знання і праця новий побут нам дадуть …» (1924);
- «Борись із шкідниками!» (1924).

Брав участь у мистецьких виставках.